# Głowa

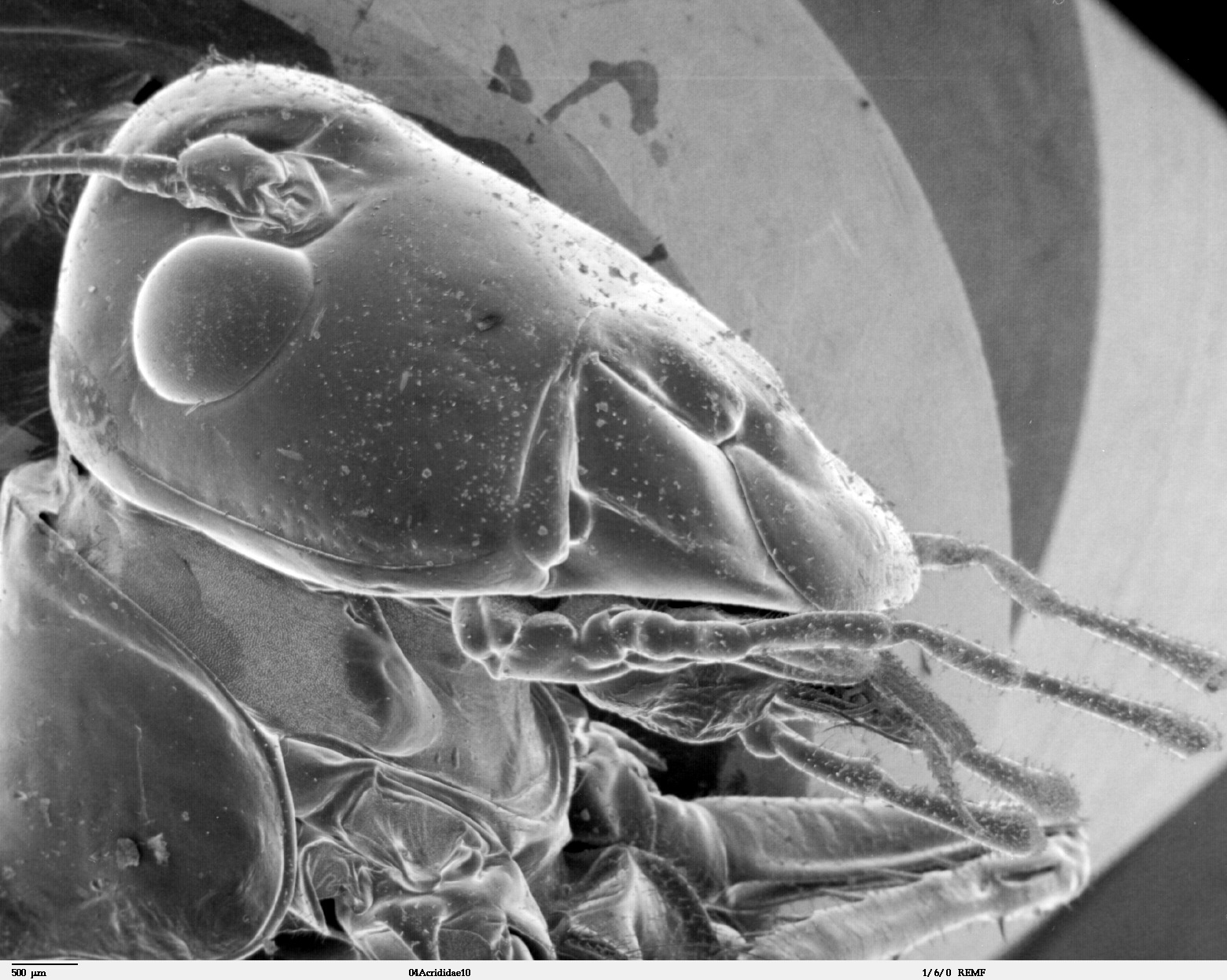
Głowa szarańczaka

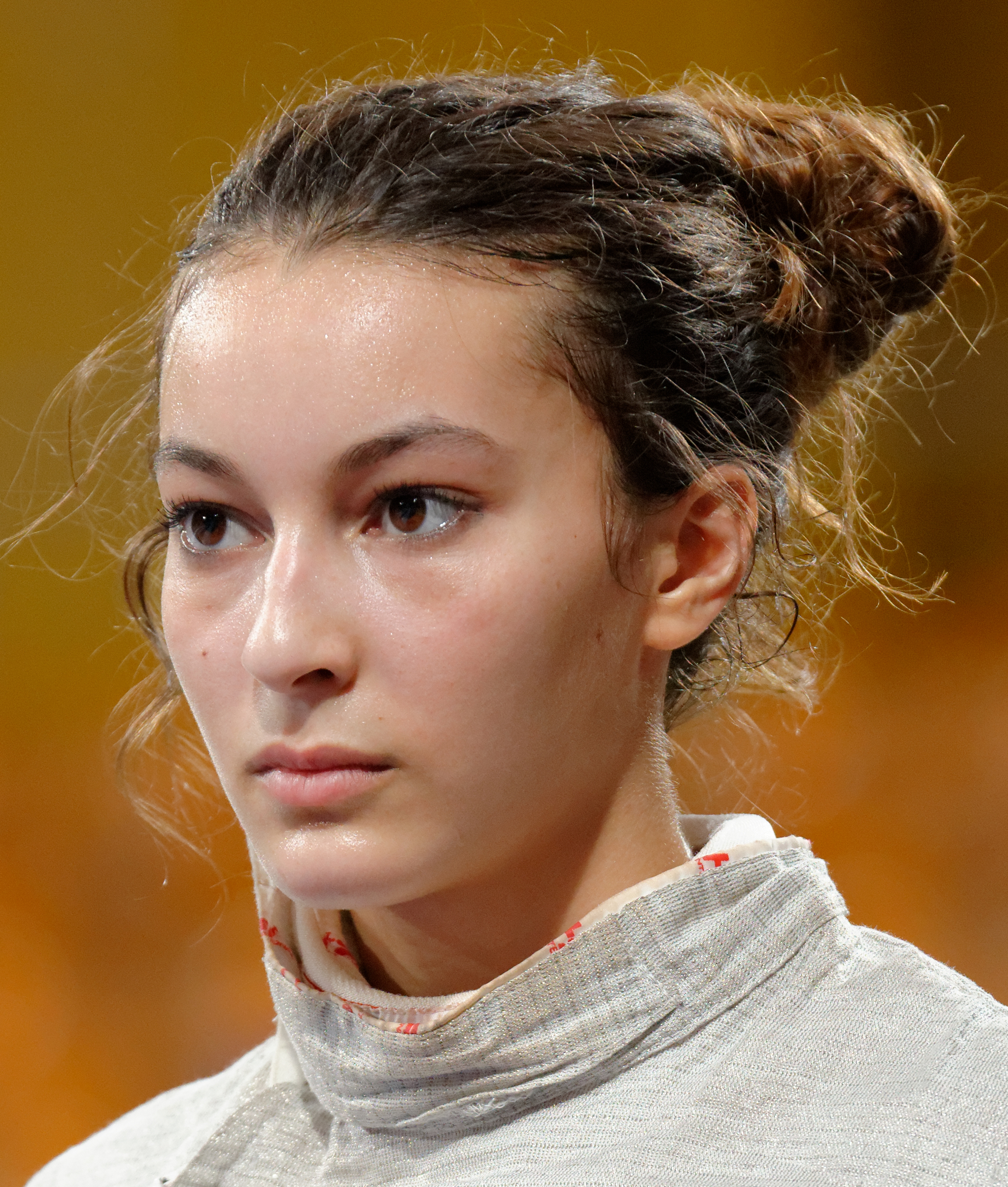
Głowa człowieka

Głowa (łac. caput) – część ciała stawonogów i kręgowców, zajmująca przednie lub szczytowe umiejscowienie. Z tułowiem łączy ją szyja.
U niektórych stawonogów (skorupiaki i szczękoczułkowce) wykształcił się głowotułów. U skorupiaków jest to część ciała powstała ze zrośnięcia się głowy z częścią segmentów tułowia (1–5), gdzie odcinek głowowy nie jest podzielony na segmenty. U szczękoczułkowców głowotułów powstał w rozwoju osobniczym. Głowa zrosła się ze wszystkimi segmentami tułowia. U większości grup brak podziału na segmenty (szczątkowa segmentacja występuje u solfug). 
U kręgowców kostne rusztowanie głowy stanowi czaszka (cranium), zapewniająca ochronę zawartego w niej mózgu (cerebrum). W obrębie przedniej części czaszki, tzw. trzewioczaszki, osadzony jest narząd wzroku oraz początek dróg: pokarmowej i oddechowej. W części skroniowej czaszki znajduje się narząd słuchu. Głowa dorosłego człowieka waży około 4–5 kg.
Od wyrazu "głowa" w wielu językach pochodzą pojęcia określające rzeczy uznane za najważniejsze dla czegoś, jak głowa państwa czy wywodzące się z łac. caput wyrazy kapitan, kapituła.